# Cascada Ucean-Su
Cascada Ucean-Su (în ucraineană Учан-Су, în rusă Уча́н-Су, în tătară crimeeană Uçan Suv) este o cascadă situată pe râul Ucean-Su, ce curge pe versanții sudici ai Munților Crimeei din Crimeea. În limba tătarilor crimeeni, acesta înseamnă apa care zboară. 
Ucean-Su, cea mai mare cascadă din Crimeea, este o atracție turistică populară situată la 7 km de orașul Ialta, la jumătatea distanței dintre acest oraș și muntele Ai-Petri. Cascada are o diferență de nivel de 98 de metri, căzând de la o altitudine de 390 m. Are debitul cel mai ridicat în timpul primăverii, când este alimentată de topirea zăpezii în munți. 